# 홍문

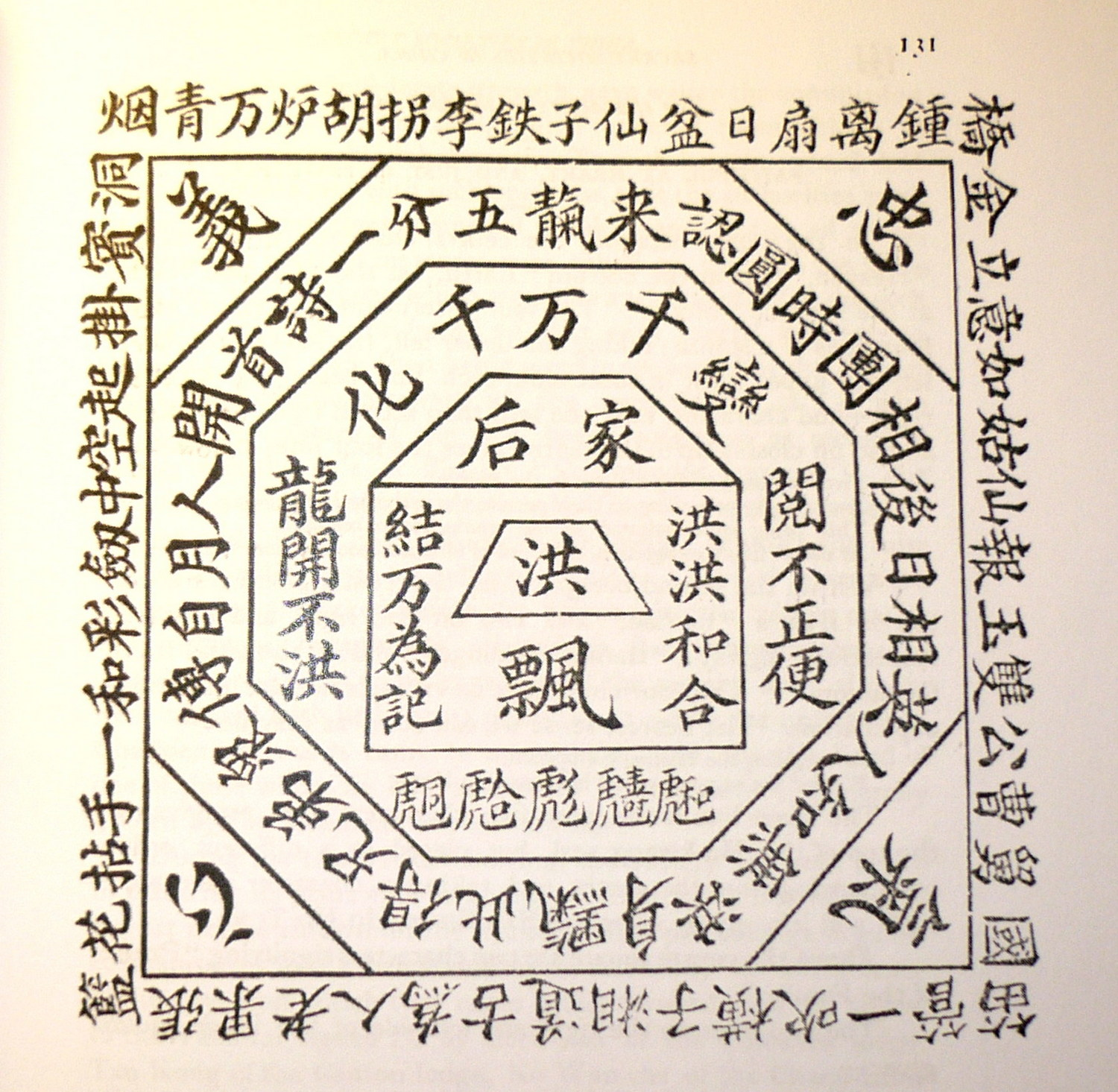

홍문(洪門)은 중국 명나라 말기 청나라 초기에 일어난 비밀결사(秘密結社)로, "반청복명"(反清復明, 청을 몰아내고 명을 부활시킨다)를 모토로 삼는다. 홍문은 모든 산당(山堂)과 반청조직을 통틀어 일컫는다.

## 명칭의 유래
1. 명 태조의 연호 "홍무"(洪武)에서 나왔다는 설.
2. 명 황제의 성인 주"朱"가 붉다는 뜻이고, 붉다는 뜻의 "홍紅"이 "홍洪"과 발음이 같은 데서 나왔다는 설. 홍문의 창시자 정성공(鄭成功)은 명의 황제로부터 주(朱)씨 성을 하사받아 국성야(國姓爺)라고 불렸다.
3. "한(漢)"이라는 한자에서 '중(中)'과 '토(土)' 부분을 빼서 "洪"이 되었다는 설. 당시 한족(漢族)이 중원(中原) 땅(土)을 잃었다는 뜻이다.
4. 홍가권(洪家拳)의 창시자 홍희관(洪熙官)의 성에서 나왔다는 설.

### 역사
청나라 후기에 접어들면서 홍문의 산당은 강남 지방을 중심으로 중국 전체로 퍼졌으며, 일부가 동남아시아, 유럽, 아메리카 대륙까지 진출하여, 그 회원은 백만 단위를 헤아린다. 청에 대한 무장투쟁을 견지했던 홍문은 태평천국, 신해혁명 시절에 중요한 동맹군이 되었고, 신해혁명을 일으킨 손문(孫文) 등도 홍문에 가입되어 있다.
또한 중국공산당 창건자 중 하나인 리다자오(李大釗)도 "천지회는 마르크스 자신이 창건하여 지도한 제1인터내셔널과 조직적으로 연결된 중국 유일의 혁명단체였다"고 책 《중산주의국민혁명여세계혁명(中山主義的國民革命與世界革命)》 속에서 밝히고 있다.

### 조직
홍문 조직의 장점은 그 종횡계통(縦横系統)이다. 직위로는 용두(龍頭), 좌당(座堂), 집당(執堂), 심복(心腹), 순풍(巡風)과 같은 종적 계통이 있고, 언담(言談), 수세(手勢)와 같은 횡적 질서가 존재한다. 홍문에 속한 자라면 초면이라도, 수세(手勢)의 움직임을 보고 춘전은어(春典隠語)를 듣고, 화정결의(花亭結義)를 이야기하면 형제가 되어 생사를 나누며 오랜 원한이라도 모두 잊게 된다고 한다.
홍문조직은 입회자격에 대한 제한을 두고 있지는 않지만, 소개가 필요하다. 가입한 후에는 서로를 자신의 수족과 같이 여긴다. 따라서 비밀결사이기는 하지만 그 발전은 매우 빨라서 전 세계로 퍼져 있다.

### 회부
회부(會簿)는 조직의 비밀이 기재되어 있어 조직의 고위층만이 소유하고 있다. 가입된 조직의 리스트, 조직의 구성, 입회형식, 맹세글, 조직의 법도에 반대하는 자에 대한 처벌, 은어, 수어(手語), 공중 장소에서 조직원임을 드러내는 방법이 회부에 적혀있는 것으로 보인다. 회부를 가리키는 은어는 해저(海底) 혹은 금불환(金不換: 금으로도 바꿀 수 없다)이라고 한다.
1683년에 정성공의 손자는 홍문, 천지화에 관한 문서, 리스트 등을 철상자에 밀봉하여 해저에 빠뜨렸다. 그 166년 후인 1848년 홍문인 곽영태(郭永泰)가 어부에게서 그것을 입수했다고 하며, 그 때문에 "해저(海底)"라고 불리는 것이다. 삼합회의 회부도 이것을 기원으로 삼는다고 한다.

### 홍문의 대련(對聯)
共結同盟真心，同謀大事密斟酌
天地開闢以來兄弟永合，風雲會合之際忠義常存
洪氣一點通達五湖四海，宗發萬枝到處三合橫通
忠義堂前無大小，不欺富貴不欺貧
有頭有尾真君子，存忠存孝大丈夫
有一點忠心方可結拜，無半絲義氣何必聯盟
入洪門非親非故，到此地無義不來
非親有義須當敬，是友無情切莫交

## 홍문의 조직
청나라 건륭제 시절에 홍문은 이미 와해되어 있었다. 명나라를 부활시키고자 하는 희망도 없고, 민간에서도 반청정서는 이미 사그러들어 있었다. 또한 건륭제는 당근과 채찍을 잘 이용하여 한인을 중용하였으므로 반청조직은 이미 존재하지 않게 되었다. 그를 대신하여 일어난 지방성이 강한 조직으로 종교적 색채가 강한 백련교, 상호부조적인 성격의 천지회 등이 나타났다. 이들 조직은 보호비, 도박장 경영, 매춘, 아편 등을 수입원으로 삼고 하층에서는 도둑질, 유괴, 사기 등을 생업으로 삼았다.

### 백련교
남송시대 처음으로 활동이 보인다. 청나라 중기, 자칭 백련교도(白蓮教徒)들은 사천(四川), 섬서(陝西), 호북(湖北) 등에서 정부에 대한 무장봉기를 행하여 천초교란(川楚教亂)이라 불렸다.

### 천지회
청나라 초기, 복건 연해지구에서는 백성의 생활이 곤궁하여 자발적인 상호보조조직으로서 천지회(天地會)를 결성했다. 1761년까지는 운룡화상(雲龍和尙)을 지도자로 삼았다가, 그 후 반지방정부형 조직이 되어 반청운동에 가담했다.
입회할 때에는 엄지손가락으로 하늘을 가리키고 새끼손가락으로 땅을 가리키거나 또는 왼손의 가운데 세 손가락으로 가슴을 눌렀다.
천지회에 가입하면 결혼 및 장례 시에 지금은 지원받을 수 있고, 다른 사람과 싸움이 벌어졌을 때에는 도움을 받을 수 있고, 강도를 만나도 암호를 보이면 공격받지 않으며, 모임을 보다 확장시키면 금전이 주어졌다.
천지회에서는 청나라를 무너뜨리기 위해 무술을 연마하였는데 비밀결사의 성격을 띠고 있다 보니 여유 있게 무술을 수련할 수 없어 단기간에 강해지기 위해 홍가권(洪家拳)이라는 강권(强拳)을 수련하였다.

### 배상제회
배상제회(拜上帝會)는 1843년에 홍수전(洪秀全)에 의해 성립된 태평천국의 전신이다.

### 삼합회
천지회는 건륭제 시기 반청조직으로 지목되어 가입하는 자는 사형에 처해졌다. 그 때문에 광동에 전해졌을 때에는 만주족을 속이기 위해 '洪'의 변만을 떼서 삼점회(三點會)라고 했다. 하지만 이는 홍문을 잘 표현하지 못한다 하여 삼합회(三合會)로 개명했다. 그 후 호남(湖南)에 전해져 가로회(哥老會)가 되고, 다시 반문(潘門, 별칭 반가潘家), 경방(慶幇)으로 나뉘었다. 천지회는 널리 전파되어 그 외에도 청수회(淸水會), 비수회(匕首會), 쌍도회(雙刀會), 홍기회(紅旗會), 검자회(劍仔會), 팔괘회(八卦會), 첨제회(添弟會), 치공회(致公會), 홍방(紅幇), 포가(胞哥) 등의 명칭이 있다.
삼합회는 또한 태평천국과 신해혁명에 협력했다. 말레이시아 화교의 흑사회(黑社會), 홍문(洪門), 화기(華記)는 홍콩 삼합회와 밀접한 관련을 가지고 있다.

### 가로회
중국공산당의 지도자 중 한 사람인 주더 원수는 젊은 시절 가로회(哥老會)에 들어간 적이 있고, 그 도움을 얻었다.

### 의화단
청말, 산동에서 하북에 걸쳐 존재한 비밀결사. "부청멸양(扶淸滅洋, 청을 도와서 서양세력을 멸한다)"를 슬로건으로 세워 1900년 의화단의 난을 일으켰다.

### 홍화회
홍화회(紅花會)는 김용(金庸)의 무협소설 『서검은구록(書劍恩仇錄)』에서 창작되었다.

### 화기
화기(華記)는 말레이시아 화교 흑사회의 일파로, 오랜 역사를 가진다.

## 현재의 홍문
1992년 7월 28일에 미국에서 제3차 세계홍문친화대회(世界洪門親和大會)가 열렸는데, 세계각지에서 모인 100여인의 대표에 의해 2일에 걸친 의논 후에 세계홍문총회(世界洪門總會)의 성립이 선언되었다. 초대 의장은 리지펑(李志鵬)이며, 총회는 호놀룰루에 설치되었다.

## 같이 보기
- 태평천국
- 의화단
- 의화단의 난
- 신해혁명
- 삼합회